# Stridsvagn fm/21
Stridsvagn försöksmodell 1921, kort strv fm/21, var svenska krigsmaktens (idag försvarsmakten) första stridsvagnstyp att typbetecknas och inskaffas i nummer. Krigsmakten hade tidigare införskaffat en Renault FT för försök men denna kom ej att typbetecknas eller införskaffas fler av.
Strv fm/21 var en tysk konstruktion från första världskriget vid namn LK II (förkortning av Leichter Kampfwagen II, svenska: Lätt stridsvagn II) som ej hade hunnit bli masstillverkad innan krigsslutet. Då Tyskland inte fick sälja vapen som resultat av Versaillesfreden kom konstruktionen ut på svarta marknaden. Sverige som inte var delaktig i Versaillesfreden kom då att köpa konstruktionen som var billigare än andra konstruktioner. För att lura Ententen kom vagnarna att tillverkas i Tyskland under täcknamnet traktordelar för att sedan skeppas till Sverige.
Sverige beställde konstruktionen 1921 men vagnarna kom inte att levereras förrän 1922, varav typen ursprungligen kallades pansarvagn fm/22. Av de tio som köptes in finns bara en kvar i originalskick, den enda i världen. Resterande strv fm/21-vagnar modifierades till stridsvagn m/21-29 år 1929. Den återstående individen är teoretiskt körduglig och kördes senast 1979.

## Historia
Vagnen är av tysk konstruktion (LK II, Leichter Kampfwagen) men hann aldrig bli färdig för insats under första världskriget. Delarna gömdes undan för den allierade kontrollkommissionen, i Versaillesfreden blev Tyskland förbjudet att inneha stridsvagnar, flygplan och fartyg tyngre än 10 000 ton.
Vagnarna köptes i hemlighet från Tyskland och importerades i byggsats som "traktorer och plåtslageriarbeten". Chassidelarna kom till Sverige i augusti-september 1921 och i december ankom ohärdade stålplåtar från Tyskland. De sista plåtdetaljerna ankom under våren 1922. De monterades på Stockholms Tygstation och Flottans varv på Skeppsholmen i Stockholm, stod klara i april 1922 och erhöll först beteckning pansarvagn fm/22 ("fm" för "försöksmodell"). När sen pansarbilar började förekomma byttes namnet till stridsvagn under november 1924 på förslag av Bertil af Burén, chef för Sveriges första stridsvagnsbataljon. Samtidigt infördes nytt modellår, vagnarna hade faktiskt köpts in 1921.

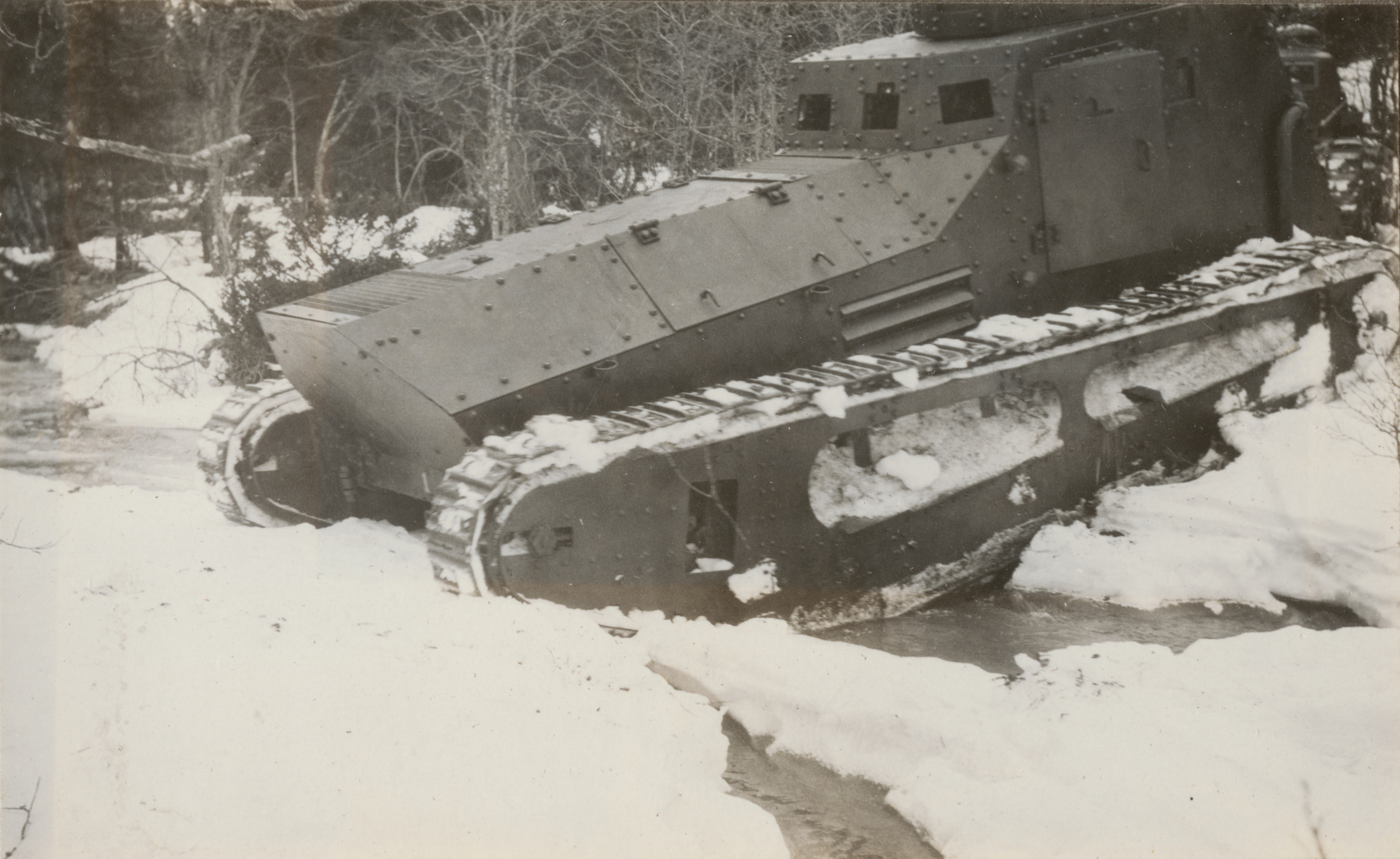
Vinterövning med stridsvagn m/1921. Stridsvagnen korsar ett mindre vattendrag. Armémuseum.

11 augusti 1922 utfärdade regeringen tillstånd att inleda försök med dessa stridsvagnar vid Svea livgarde och Bertil af Burén utsågs att leda dessa försök 1 september till 7 oktober 1922. Stridsvagnarna kom därefter att stå oanvända fram till sensommaren 1923. Under hösten 1923 sändes fem av vagnarna under stort hemlighetsmakeri ned till Skåne för att delta under en övning. Efter framgångarna under övningarna beslutades att det ohärdade pansar som monterats på vagnarna skulle härdas och de monterades ned. Sex av vagnarna härdades vintern 1923/1924 och fyra vagnar hösten 1924.
Vagnarna kom att fortsätta utsättas för nya utvecklingsförsök. Vagn nummer 5 försågs hösten 1923 med en 37 mm Puteauxkanon från en Renault FT som nyligen köpts in. Hösten 1924 sågs vagn nummer 10 med en radiomottagare. Försöksavdelningen med stridsvagnarna överfördes i enlighet med försvarsbeslutet 1925 från Svea Livgarde till Göta Livgarde från och med budgetåret 1927-1928. Bertil af Burén blev chef för enheten med överstelöjtnants grad, och samtidigt anslogs medel för inköp av nya stridsvagnar.
Det hade tidigt noterats att stridsvagn m/21 hade för svag motor. 1928 lades en beställning hos Nohab att ta fram ett modifierat exemplar av stridsvagnen. Den tidigare Benzmotorn av modell 1910 på 55 hästkrafter ersattes av en Scania-Vabismotor på 85 hästkrafter. Samtidigt försågs stridsvagnen med generator, elbelysning och startmotor. I övrigt var det endast mindre detaljer på frontpansaret som ändrades. Den första ombyggda vagnen levererades 1930 och 1931-1934 byggdes ytterligare fyra av vagnarna om efter denna modifikation. Tre av de återstående fem som ej modifierades blev efter några år skjutmål eller användes till reservdelar till de fem renoverade. De modifierade Stridsvagn m/21-29 kom att användas av försvaret fram till krigsutbrottet 1939.
Vagn nr 10 skickades till Tyskland 1938 för att bli museiföremål, efter begäran, då Tyskland saknade sina tidiga stridsvagnar. Den levererades dit under slutet av 1938 och försvann under andra världskriget. 1993 fick tyskarna ett nytt exemplar, en av de fem strv m/21-29, som idag befinner sig i Munster stridsvagnsmuseum.
Det enda elektriska systemet på den ursprungliga stridsvagn m/21 är tändsystemet. Motorn vevades i gång för hand, det gick också att göra inifrån stridsrummet. Belysning vid mörkerkörning var en gaslykta som erhöll acetylengas från en tub baktill på tornet.